# Toonman
Toonman, nome artístico de Pedro Alves (14 de Junho de 1975) é um ilustrador português. Apesar de fazer principalmente ilustração, edita no campo de cartoon, banda desenhada, caricatura e character design. A técnica é maioritariamente vectorial. O trabalho para a revista "Flor de Lis" já é uma referência na imagética escutista nacional.